# Slovenska republiška liga 1988-1989
La Slovenska republiška nogometna liga 1988./89. (it. "Campionato calcistico della Repubblica di Slovenia 1988-89") fu la quarantunesima edizione del campionato della Repubblica Socialista di Slovenia. Era una delle leghe repubblicane ed era al quarto livello della piramide calcistica jugoslava.
Il campionato venne vinto dal ŽNK Lubiana, al suo quinto titolo nella slovenia repubblicana.

Questo successo diede ai lubianesi la promozione diretta in Treća Liga 1989-1990.
Il capocannoniere del torneo fu Stojan Plešinac, del ŽNK Lubiana, con 14 reti.

## Squadre partecipanti
| Squadra    | Città          | Stagione 1987-88 | Stagione 1987-88   |
| Squadra    | Città          | Pos.             | Divisione          |
| ---------- | -------------- | ---------------- | ------------------ |
| ŽNK        | Lubiana        | 3°               | Slovenska liga     |
| Domžale    | Domžale        | 5°               | Slovenska liga     |
| Vozila     | Nova Gorica    | 7°               | Slovenska liga     |
| Mura       | Murska Sobota  | 8º               | Slovenska liga     |
| Rudar (Ve) | Velenje        | 9°               | Slovenska liga     |
| Kladivar   | Celje          | 10°              | Slovenska liga     |
| Izola      | Isola d'Istria | 11°              | Slovenska liga     |
| Elkroj     | Mozirje        | 12°              | Slovenska liga     |
| Stol       | Kamnik         | 1°               | Območna liga Ovest |
| Svoboda    | Lubiana        | 2°               | Območna liga Ovest |
| Medvode    | Medvode        | 3°               | Območna liga Ovest |
| Kovinar    | Maribor        | 1°               | Območna liga Est   |
| Partizan   | Žalec          | 2°               | Območna liga Est   |
| Pohorje    | Ruše           | 3°               | Območna liga Est   |

## Classifica
|                  | Pos. | Squadra         | Pt | G  | V  | N  | P  | GF | GS | DR  |
| ---------------- | ---- | --------------- | -- | -- | -- | -- | -- | -- | -- | --- |
|                  | 1.   | ŽNK Lubiana     | 36 | 26 | 14 | 8  | 4  | 55 | 20 | +35 |
|                  | 2.   | Izola           | 32 | 26 | 11 | 10 | 5  | 31 | 16 | +15 |
|                  | 3.   | Vozila          | 31 | 26 | 13 | 5  | 8  | 35 | 30 | +5  |
|                  | 4.   | Mura            | 30 | 26 | 13 | 4  | 9  | 45 | 31 | +14 |
|                  | 5.   | Pohorje         | 29 | 26 | 8  | 13 | 5  | 26 | 21 | +5  |
|                  | 6.   | Rudar Velenje   | 29 | 26 | 10 | 9  | 7  | 34 | 34 | 0   |
|                  | 7.   | Medvode         | 28 | 26 | 9  | 10 | 7  | 29 | 33 | −4  |
|                  | 8.   | Stol Kamnik     | 27 | 26 | 8  | 11 | 7  | 31 | 35 | −4  |
|                  | 9.   | Domžale         | 26 | 26 | 8  | 10 | 8  | 29 | 30 | −1  |
|                  | 10.  | Elkroj Mozirje  | 25 | 26 | 8  | 9  | 9  | 22 | 39 | −17 |
|                  | 11.  | Partizan Žalec  | 22 | 26 | 5  | 12 | 9  | 24 | 33 | −9  |
|                  | 12.  | Svoboda         | 20 | 26 | 5  | 10 | 11 | 33 | 30 | +3  |
|                  | 13.  | Kladivar Celje  | 18 | 26 | 4  | 10 | 12 | 18 | 34 | −16 |
|                  | 14.  | Kovinar Maribor | 11 | 26 | 2  | 7  | 17 | 23 | 49 | −26 |
| Fonte: rsssf.org |      |                 |    |    |    |    |    |    |    |     |

Legenda:
      Promosso in 3. liga Ovest 1989-1990.
      Retrocesso nella divisione inferiore.
Note:
Due punti a vittoria, uno a pareggio, zero a sconfitta.

## Divisione inferiore
| Girone                                                                  | Vincitore       | 2º posto      | 3º posto        |
| ----------------------------------------------------------------------- | --------------- | ------------- | --------------- |
| Območna liga Ovest                                                      | Elan Novo Mesto | Jadran Dekani | Triglav         |
| Območna liga Est                                                        | Steklar         | Pekre         | Šmartno ob Paki |
| In grassetto le squadre promosse in Slovenska republiška liga 1989-1990 |                 |               |                 |